# Air Iceland Connect
Pour les articles homonymes, voir Iceland (homonymie).
Ne doit pas être confondu avec Eagle Air Iceland ou Icelandair.

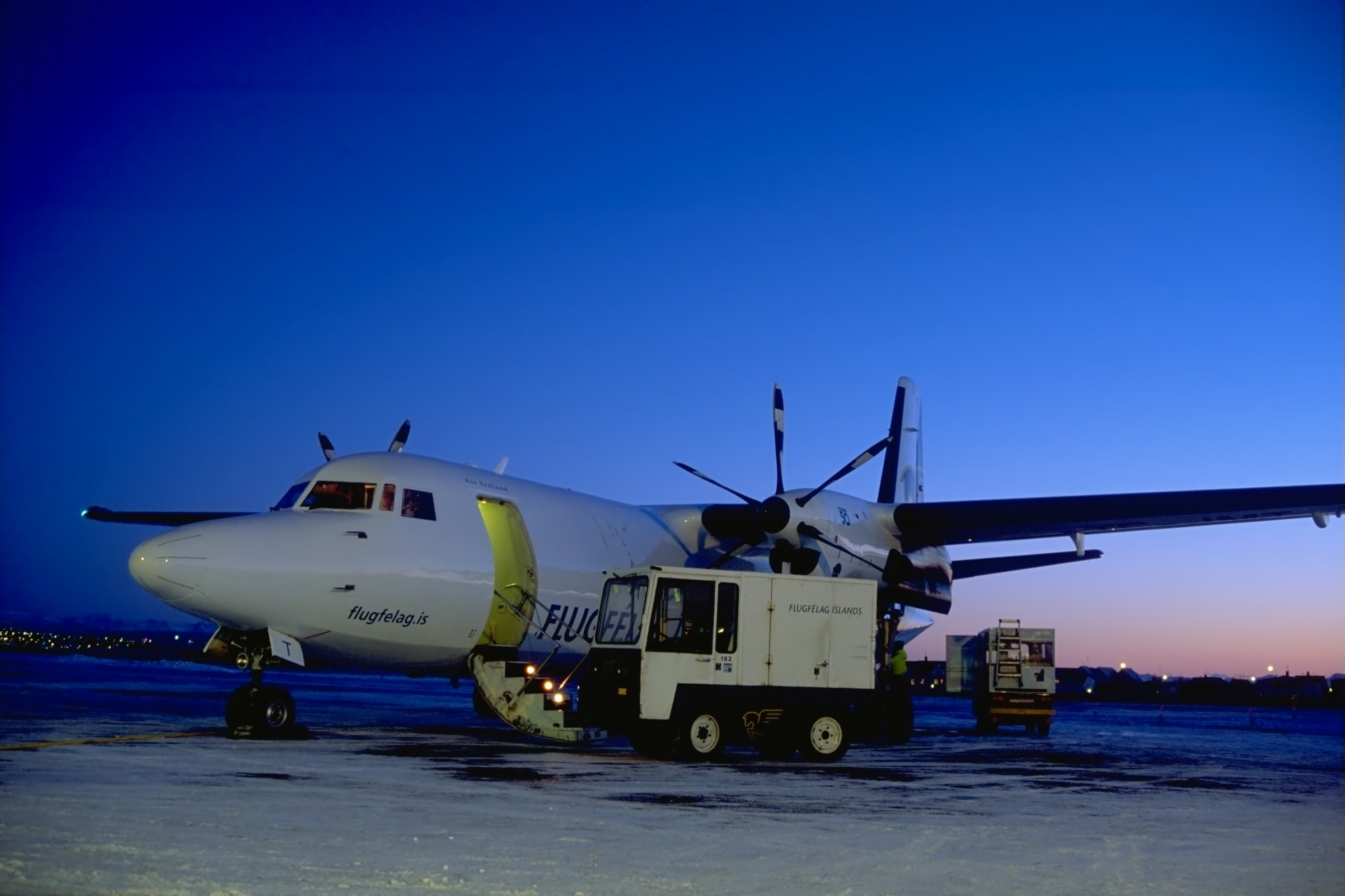
Un avion de la compagnie Flugfélag Íslands.

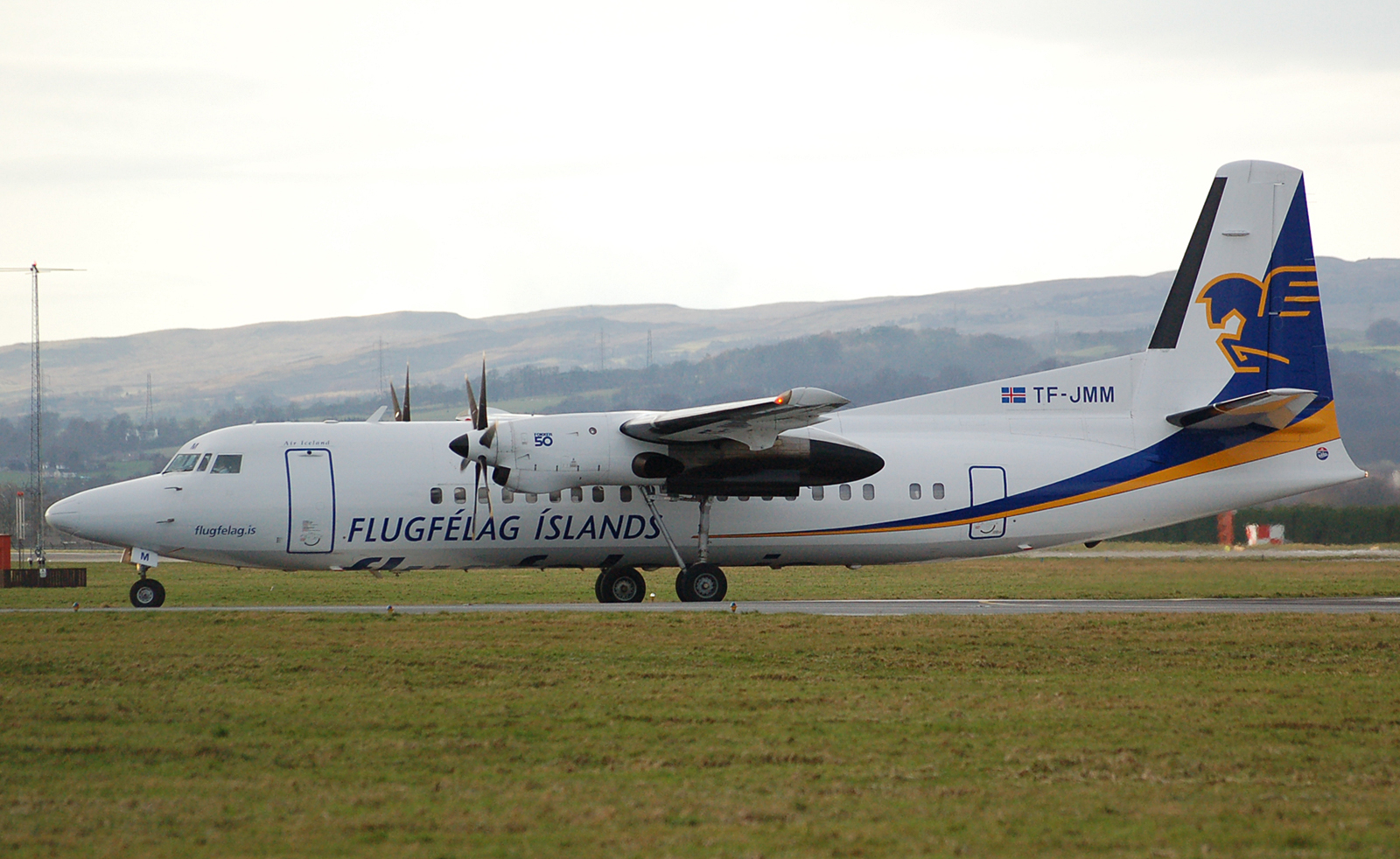
Flugfélag Íslands Fokker F50.

Air Iceland Connect (en islandais : Flugfélag Íslands) est une compagnie aérienne islandaise dont le siège social est situé à l'aéroport de Reykjavik. Elle exploite des services réguliers vers des destinations nationales, le Groenland, les Îles Féroé et le Royaume-Uni. C'est une filiale d'Icelandair Group.

## Flotte
Au mois de septembre 2017, Air Iceland Connect exploite les appareils suivants :

## Destinations
En septembre 2017, Air Iceland Connect dessert 17 destinations en Europe et au Groenland. Les vols à destinations des Îles Féroé sont effectués en partage de code avec Atlantic Airways.
| Ville            | Pays        | AITA | Aéroport             | Notes                      |
| ---------------- | ----------- | ---- | -------------------- | -------------------------- |
| Vágar            | Îles Féroé  | FAE  | Vágar                | Opéré par Atlantic Airways |
| Akureyri         | Islande     | AEY  | Akureyri             |                            |
| Egilsstaðir      | Islande     | EGS  | Egilsstaðir          |                            |
| Grímsey          | Islande     | GRY  | Grímsey              | Opéré par Norlandair       |
| Ísafjörður       | Islande     | IFJ  | Ísafjörður           |                            |
| Reykjavik        | Islande     | KEF  | Reykjavik-Keflavík   |                            |
| Reykjavík        | Islande     | RKV  | Reykjavik            |                            |
| Vopnafjörður     | Islande     | VPN  | Vopnafjörður         | Opéré par Norlandair       |
| Þórshöfn         | Islande     | THO  | Þórshöfn             | Opéré par Norlandair       |
| Ilulissat        | Groenland   | JAV  | Ilulissat-Jakobshavn |                            |
| Ittoqqortoormiit | Groenland   | CNP  | Nerlerit Inaat       | Opéré par Norlandair       |
| Kangerlussuaq    | Groenland   | SFJ  | Kangerlussuaq        |                            |
| Kulusuk          | Groenland   | KUS  | Kulusuk              |                            |
| Narsarsuaq       | Groenland   | UAK  | Narsarsuaq           |                            |
| Nuuk             | Groenland   | GOH  | Nuuk                 |                            |
| Aberdeen         | Royaume-Uni | ABZ  | Aberdeen-Dyce        |                            |
| Belfast          | Royaume-Uni | BHD  | Belfast-G. Best      |                            |

## Chiffres

### Statistiques passagers
|                     | 2010    | 2011    | 2012    | 2013    | 2014    | 2015    | 2016    |
| ------------------- | ------- | ------- | ------- | ------- | ------- | ------- | ------- |
| Nombre de passagers | 343 280 | 347 411 | 342 843 | 307 309 | 292 704 | 296 174 | 322 740 |
| Taux de remplissage | 68,00 % | 68,00 % | 69,17 % | 70,58 % | 71,08 % | 73,42 % | 69,58 % |